# Сиксики

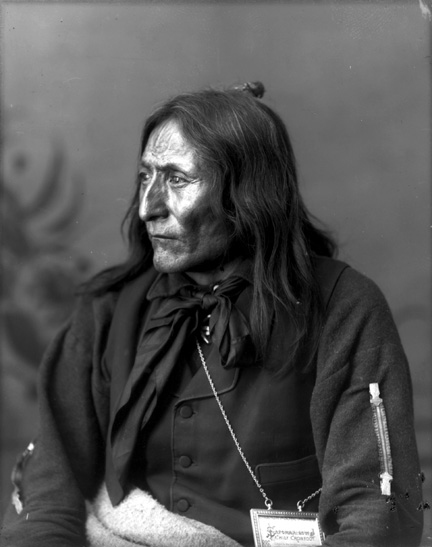
Воронья Стопа, вождь сиксиков, 1885 г.

Сикси́ки, сиксика́ (англ. Siksika) — алгонкиноязычное индейское племя в Канаде, провинция Альберта. Самоназвание на языке Сиксика — Siksikáwa (Сиксикава), Черноногие.

## История
Вместе с родственными племенами пикани и кайна  входили в конфедерацию черноногих. В отличие от своих сородичей могли быть в мире с окружающими племенами и белыми людьми, в то время, как кайна и пикани вели с ними войну.

## Количество
Ныне большинство сиксиков проживают в своей резервации, которая расположена к востоку от города Калгари, провинция Альберта. Число сиксиков по состоянию на 2018 году оценивается в 7497 человек, из них в Альберте — 4095.